# Molophilus heterocerus
Molophilus heterocerus là một loài ruồi trong họ Limoniidae. Chúng phân bố ở miền Tân bắc.